# Taraxacum exacutum
Taraxacum exacutum — вид квіткових рослин з родини айстрових (Asteraceae). Вид зростає в Європі: Англія, Уельс, Шотландія, Північна Ірландія, Ірландія, Данія, Фінляндія, Німеччина, Польща, Естонія, північноєвропейська Росія; це багаторічна рослина помірних біомів.

## Середовище
Населяє смітники, сади, узбіччя, стіни тощо.

## Морфологічна характеристика
T. exacutum має вузькі некрилаті черешки, які зазвичай рівномірно рожеві. Досить однорідні кінцеві частки листа характерно гостро загострені, як і більшість бічних часток. Зовнішні приквітки зелені, облямовані, загострені та загнуті назад. Квіткові голови досить дрібні, язички з коричневими смужками і червонуватими зубцями.